# Nadie sabe lo que va a pasar mañana
«Nadie sabe lo que va a pasar mañana» (estilizado en minúsculas) es el sexto álbum de estudio y séptimo álbum de estudio en general del cantante puertorriqueño Bad Bunny. El álbum fue publicado el viernes 13 de octubre de 2023 a través de Rimas Entertainment, precediendo el lanzamiento de su anterior álbum Un verano sin ti (2022). Contiene colaboraciones con Arcángel, Bryant Myers, De la Ghetto, Eladio Carrión, Feid, Luar la L, Mora, Ñengo Flow, Young Miko, Tego Calderón, YovngChimi y el productor musical mexicano Héctor Torres, Principalmente Forma parte de la estructura de los Drums del tema "THUNDER Y LIGHTNING" Dando la vibra de drill a "156" BPM (Beats Por Minuto) Canción de la cual forma parte Bad Bunny x Eladio Carrión 

## Antecedentes
En diciembre de 2022, el cantante anunció que tras finalizar su gira World's Hottest Tour se tomaría un descanso durante el año 2023, el cual resultó en cinco meses de ausencia en redes sociales. Durante su descanso mediático, encabezó como artista principal el festival de Coachella 2023 y colaboró con Grupo Frontera en el tema «Un x100to», el cual rompió récord al convertirse en la canción del género regional mexicano con más reproducciones en un día en la historia de Apple Music.
Indicios del nuevo álbum surgieron por primera vez el 28 de marzo de 2023, cuando en una entrevista para la revista Time afirmó que para la grabación de su cuarto álbum de estudio, Un verano sin ti (2022), había puesto «plantitas para que pareciera tropical. Ahora he creado un espacio que parece de los años 70, muy colorido, vintage. Colores de esa época. Estoy en esa vibra ahora mismo». Nuevamente, el cantante indicó el 12 de septiembre de 2023 para Vanity Fair que «estoy jugueteando y pasándolo bien, soltándome [...] me inspira mucha de la música de los años 70», y que siempre se encuentra «buscando la manera de hacer algo nuevo».

## Promoción y lanzamiento
El 18 de mayo de 2023, lanzó el tema «Where She Goes» con tintes principales de dembow y jersey club, y que su respectivo video musical fue supuestamente referenciado a su relación con la modelo estadounidense Kendall Jenner. Una primera alusión al título del álbum fue realizado en dicho video con la frase «Nadie sabe...» expuesta en vallas publicitarias. El 25 de septiembre estrenó el tema «Un preview», en el que a través de su canal oficial de WhatsApp declaró que se trataba de «un pequeño adelanto de lo que viene para el próximo año». A inicios del mes de octubre, vallas publicitarias de Spotify con la frase «Nadie sabe si es este año o el próximo» aparecieron en México, Colombia, Chile y Argentina.
Después de diversas especulaciones, se anunció el quinto álbum de estudio titulado Nadie sabe lo que va a pasar mañana el 9 de octubre de 2023, mediante un video publicado en la cuenta oficial de Instagram del cantante, en el que se aprecia a un Bad Bunny enmascarado captado por paparazzis entrando a un lujoso restaurante con el nombre de "Carbone", donde al ser recibido por un trabajador se retira el pasamontañas y se deja ver un corte de cabello rapado, reminiscente a la estética durante las épocas musicales previas al año 2020 del rapero. El lanzamiento del nuevo álbum fue el 13 de octubre de 2023, tan sólo cuatro días después su anuncio.

### Gira
Una semana después del lanzamiento del álbum, el cantante anunció a través de redes sociales la gira promocional Most Wanted Tour y su etapa norteamericana, comprendiendo 47 fechas que darían inicio el 21 de febrero de 2024 en Salt Lake City y concluirían el 8 de junio del mismo año en San Juan.

## Recepción crítica
En Metacritic, que asigna una puntuación normalizada de 100 a las valoraciones de las publicaciones, el álbum obtuvo una puntuación media ponderada de 82 según cinco reseñas, lo que indica «aclamación universal».
Lucas Villa de NME llamó al álbum «una odisea sónicamente diversa», y escribió que «Bad Bunny regresó a sus raíces de trap latino mientras explora géneros como jersey club, drill y house», aunque sintió que «el trap en un álbum tan largo se vuelve monótono, [pero] el cantante brilla en su esplendor cuando se desvía del camino trillado». Isabelia Herrera de Pitchfork distinguió que el material en Nadie Sabe es «tan honesto como caballeroso», encontrándolo «abultado pero enfocado temáticamente, centrándose en algunos de los temas favoritos de Benito: sexo, dinero y su amor por Puerto Rico».
Thania Garcia de Variety consideró que la primera parte del álbum es «mucho más teatral y pensativa» comparada al resto,   el cual fue descrito como «temas relucientes que van construyendo [el] final». Garcia también recalcó que las reflexiones del cantante en las líricas a veces son «infantiles» y que «debaten cada titular de revista que hable sobre él».
Suzy Exposito de Los Angeles Times percibió que el cantante «ha estado prolongadamente a la defensiva» del mundo, y que «la fría y brutalista torre que ha construido en Nadie Sabe contrasta al manantial suntuoso y moderno de la narrativa puertorriqueña» de sus trabajos anteriores.

## Lista de canciones
| Nadie sabe lo que va a pasar mañana |                                                     | |                                                            |          |  |
| N.º                                 | Título                                              | Escritor(es) | Productor(es)                                              | Duración |  |
| 1.                                  | «Nadie sabe»                                        | Benito Antonio Martínez Ocasio | La Paciencia, Tainy                                        | 6:20     |  |
| 2.                                  | «Monaco»                                            | Martínez Ocasio Charles Aznavour | MAG, La Paciencia, Smash David, Edsclusive, Argel          | 4:27     |  |
| 3.                                  | «Fina» (con Young Miko y Tego Calderón)             | Martínez Ocasio Tegui Calderón Rosario María Victoria Ramírez de Arellano Cardona                                                       | MAG, La Paciencia, Foreign Teck, DJ Joe, Nico Baran        | 3:36     |  |
| 4.                                  | «Hibiki» (con Mora)                                 | Martínez Ocasio Gabriel Armando Mora Quintero                                                                                           | La Paciencia, Hassi, Maker, Tainy                          | 3:28     |  |
| 5.                                  | «Mr. October»                                       | Martínez Ocasio | Hydro, Sauceman36, Stats, MAG, La Paciencia                | 3:10     |  |
| 6.                                  | «Cybertruck»                                        | Martínez Ocasio | MAG, La Paciencia, Zazu                                    | 3:12     |  |
| 7.                                  | «Vou 787»                                           | Martínez Ocasio Madonna Louis Ciccone Robert Pettibone Christopher Comstock Tokischa Altagracia Peralta Juárez                          | MAG, La Paciencia                                          | 2:03     |  |
| 8.                                  | «Seda» (con Bryant Myers)                           | Martínez Ocasio Bryant Robert Ruda Benítez                                                                                              | MAG, La Paciencia, Chris Jedi, Lanalizer, Gaby Music, Buho | 3:11     |  |
| 9.                                  | «Gracias por nada»                                  | Martínez Ocasio | MAG, La Paciencia, Chris Jedi, Gaby Music                  | 2:56     |  |
| 10.                                 | «Teléfono nuevo» (con Luar la L)                    | Martínez Ocasio Raúl del Valle Robles                                                                                                   | MAG, La Paciencia, ARGEL, Smash David                      | 5:55     |  |
| 11.                                 | «Baby Nueva»                                        | Martínez Ocasio | La Paciencia, Tainy, Albert Hype                           | 4:01     |  |
| 12.                                 | «Mercedes Carota» (con Yovngchimi)                  | Martínez Ocasio Ángel Javier Aviles Monzón                                                                                              | MAG, La Paciencia, Tainy, BYRD, Smash David                | 3:21     |  |
| 13.                                 | «Los Pits»                                          | Martínez Ocasio | MAG, La Paciencia, Foreign Teck, Smash David               | 4:11     |  |
| 14.                                 | «Vuelve, Candy B»                                   | Martínez Ocasio | MAG, La Paciencia                                          | 4:26     |  |
| 15.                                 | «Baticano»                                          | Martínez Ocasio | MAG, La Paciencia, Tainy                                   | 4:10     |  |
| 16.                                 | «No me quiero casar»                                | Martínez Ocasio Pedro Gerardo Torruellas Brito Ricardo Garcia Ortiz Llandel Veguilla Malavé Juan Orengo Miguel Rodríguez Francis Rivera | MAG, La Paciencia, Tainy                                   | 3:46     |  |
| 17.                                 | «Where She Goes»                                    | Martínez Ocasio Marco Borrero | MAG                                                        | 3:51     |  |
| 18.                                 | «Thunder y lightning» (con Eladio Carrión)          | Martínez Ocasio Eladio Carrión Morales                                                                                                  | MAG, La Paciencia                                          | 3:38     |  |
| 19.                                 | «Perro Negro» (con Feid)                            | Martínez Ocasio Salomón Villada Hoyos                                                                                                   | MAG, La Paciencia, ARGEL, Jon Mili, Frankie, Digital Jet   | 2:43     |  |
| 20.                                 | «Europa :(» (interludio)                            | Martínez Ocasio | La Paciencia, Tainy                                        | 0:12     |  |
| 21.                                 | «Acho PR» (con Arcángel, Ñengo Flow y De la Ghetto) | Martínez Ocasio Austin Agustín Santos Rafael Castillo Torres Edwin Rosa Vázquez Julio Ramos Filomeno                                    | MAG, La Paciencia, Tainy                                   | 6:00     |  |
| 22.                                 | «Un preview»                                        | Martínez Ocasio | Tainy La Paciencia MAG                                     | 2:45     |  |
| 81:18                               |                                                     | |                                                            |          |  |

Notas
- Los títulos de todos los temas están estilizados en mayúsculas.
- «Monaco» contiene un sample de «Hier encore» (1964) de Charles Aznavour.
- «Fina» contiene un sample de «Pa' que Retozen» (2002) de Tego Calderón.
- «Vou 787» contiene samples de «Vogue» (1990) de Madonna, y de «Estilazo» (2022) de Marshmello y Tokischa.
- «No me quiero casar» contiene samples de «Hey Girl» (1996) de DJ Playero y Frankie Boy, y de «La calle me lo pidió» (2003) de Yandel y Tego Calderón.
- «Acho PR» contiene un sample de «Chévere» (2005) de Julio Voltio y Notch

## Posicionamiento en listas
| Listas (2023)                      | Mejor posición |
| ---------------------------------- | -------------- |
| Alemania (Offizielle Top 100)      | 43             |
| Austria (Ö3 Austria)               | 36             |
| Bélgica (Ultratop Flandes)         | 24             |
| Bélgica (Ultratop Valonia)         | 13             |
| Canadá (Billboard Canadian Albums) | 4              |
| España (Promusicae)                | 1              |
| Estados Unidos (Billboard 200)     | 1              |
| Francia (SNEP)                     | 12             |
| Irlanda (OCC)                      | 28             |
| Italia (FIMI)                      | 2              |
| Lituania (AGATA)                   | 86             |
| Noruega (VG‑lista)                 | 29             |
| Países Bajos (Album Top 100)       | 6              |
| Reino Unido (UK Albums Chart)      | 70             |
| Suiza (Schweizer Hitparade)        | 1              |

## Certificaciones
| País   | Organismo certificador | Certificación | Ventas certificadas | Ref.   |
| ------ | ---------------------- | ------------- | ------------------- | ------ |
| España | PROMUSICAE             | platino       | 40 000              | [ 38 ] |